# Alphonse-François Marie Jaÿ
Pour les articles homonymes, voir Jay.
Alphonse-François Marie Jaÿ, né le 13 juillet 1789 à Lyon et mort à Paris le 6 décembre 1871, est un architecte français.

## Biographie
Alphonse-François Marie Jaÿ étudie de 1811 à 1817 à l'école des beaux-arts de Paris, il y est l'élève de Percier et de Rondelet. Il réalise un bref voyage en Italie. En 1825, il devient professeur de construction à l'école des beaux-arts de Paris, il occupe ce poste jusqu'en 1863.

## Famille
Il est marié à Adèle Baltard, sœur de l'architecte Victor Baltard.

## Réalisations
Il réalise les travaux d'architecture suivants :
- dépôt de la préfecture de police à Paris ;
- pavillons d'octroi des barrières Poissonnière, Rochechouart, de la Rapée, des Amandiers, de la Gare ;
- travaux au port de la Tournelle ;
- élévation du dôme de la collégiale Saint-Quiriace de Provins.

## Distinction
Il est fait chevalier de la Légion d'honneur en 1850,.